# Rourea antioquensis
Rourea antioquensis är en tvåhjärtbladig växtart som beskrevs av José Cuatrecasas. Rourea antioquensis ingår i släktet Rourea och familjen Connaraceae. Inga underarter finns listade i Catalogue of Life.